# Wonesita
La wonesita és un mineral de la classe dels silicats, que pertany al grup de la mica trioctaedral. Anomenat l'any 1981 per Frank S. Spear, Robert M. Hazen, i Douglas Rumble III en honor de David R. Wones, petròleg experimental del Servei Geològic dels Estats Units i professor de l'Institut Politècnic de Virgínia (EUA). És isoestructural amb l'annita i la flogopita.

## Característiques
La wonesita és un silicat de fórmula química (Na,K)(Mg,Fe,Al)₆((Al,Si)₄O10)₂(OH,F)₄ o, segons l'IMA, (Na,K,◻)(Mg,Fe,Al)₆(Si,Al)₈O20(OH,F)₄ (segons l'IMA). Cristal·litza en el sistema monoclínic. La seva duresa a l'escala de Mohs és 2,5 a 3.
Segons la classificació de Nickel-Strunz, la wonesita pertany a «09.EC - Fil·losilicats amb plans de mica, compostos per xarxes tetraèdriques i octaèdriques» juntament amb els següents minerals: talc, wil·lemseïta, ferripirofil·lita, pirofil·lita, boromoscovita, celadonita, chernykhita, montdorita, moscovita, nanpingita, paragonita, roscoelita, tobelita, aluminoceladonita, cromofil·lita, ferroaluminoceladonita, ferroceladonita, cromoceladonita, tainiolita, ganterita, annita, ephesita, hendricksita, masutomilita, norrishita, flogopita, polilitionita, preiswerkita, siderofil·lita, tetraferriflogopita, fluorotetraferriflogopita, minnesotaïta, eastonita, tetraferriannita, trilitionita, fluorannita, xirokxinita, shirozulita, sokolovaïta, aspidolita, fluoroflogopita, suhailita, yangzhumingita, orlovita, oxiflogopita, brammal·lita, margarita, anandita, bityita, clintonita, kinoshitalita, ferrokinoshitalita, oxikinoshitalita, fluorokinoshitalita, beidel·lita, kurumsakita, montmoril·lonita, nontronita, volkonskoïta, yakhontovita, hectorita, saponita, sauconita, spadaïta, stevensita, swinefordita, zincsilita, ferrosaponita, vermiculita, baileyclor, chamosita, clinoclor, cookeïta, franklinfurnaceïta, gonyerita, nimita, ortochamosita, pennantita, sudoïta, donbassita, glagolevita, borocookeïta, aliettita, corrensita, dozyïta, hidrobiotita, karpinskita, kulkeïta, lunijianlaïta, rectorita, saliotita, tosudita, brinrobertsita, macaulayita, burckhardtita, ferrisurita, surita, niksergievita i kegelita.

## Formació i jaciments
S'ha descrit en roques metavolcàniques (metamorfitzades a una temperatura estimada de 535 graus centígrads) amb una ràtio Mg:Fe elevada, contingut de sodi moderat i poc calci. Associada a flogopita, talc, antofil·lita, cordierita, gedrita, clorita, quars.